# 알바니아 U-15 축구 국가대표팀
알바니아 U-15 축구 국가대표팀(알바니아어: Kombëtarja shqiptare nën-15 e futbollit)은 알바니아를 대표하는 15세 이하의 축구 국가대표팀으로, 알바니아의 축구 관리 기관인 알바니아 축구 협회의 관리를 받는다. 2010년 하계 청소년 올림픽에 참가하기 위해 2009년에 결성되었다.